# Pesticid

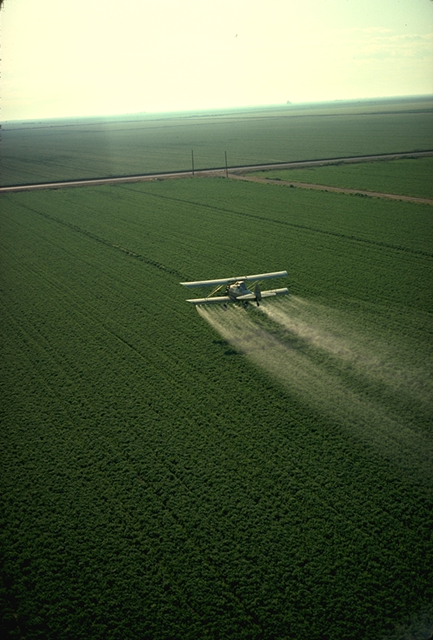
Letecká aplikace pesticidů vyvolává značné kontroverze

Pesticid je přípravek, který je určen k tlumení chorob rostlin a hubení plevelů a živočišných škůdců a k ochraně rostlin, skladových zásob, technických produktů, bytů, domů, výrobních závodů nebo i zvířat a člověka. Nejčastěji jsou pesticidy užívány v zemědělství jako agrochemikálie.

## Dělení pesticidů

### Podle určení
Podle určení k hubení určitého organismu pesticidy dělíme na:
- Aficidy: přípravky určené k hubení mšic
- Akaricidy: přípravky určené k hubení roztočů
- Algicidy: přípravky určené k hubení řas
- Arborocidy: pesticidy určené k hubení stromů a keřů
- Avicidy: přípravky určené k hubení ptáků
- Fungicidy: prostředky určené k ochraně před houbovými chorobami
- Herbicidy: pesticidy určené k hubení rostlin (plevelů)
- Insekticidy: přípravky určené k hubení hmyzu (dezinsekce)
- Molluskocidy: prostředky určené k hubení měkkýšů
- Nematocidy: prostředky určené k hubení hlístic a jiných červů
- Piscicidy: přípravky určené k hubení ryb
- Rodenticidy: přípravky určené k hubení hlodavců (deratizace)
- Graminicidy: přípravky určené k zastavení růstu jednoděložných trav(retardace trávy) ve dvouděložných rostlinách a dřevinách. Patří do skupiny herbicidů

### Podle způsobu aplikace
- postřiky, aerosoly
- fumiganty
- popraše
- pevné a tekuté nástrahy
- nátěry a impregnace

### Podle původu
- přírodního původu
- syntetické látky
- biopreparáty

### Podle působení
- kontaktní – účinná látka zůstává na povrchu rostliny, přenos dotykem
- systémové – účinná látka proniká do rostliny, napadá pletiva, a tím rostlinu zabíjí
- respirační – přenos vzduchem, dýcháním
- požerové – přenos trávicím ústrojím

### Podle mechanismu působení
- inhibitory acetylcholinesterázy
- inhibitory chitin syntetázy
- antagonista ekdysonu (hmyzí steroid ovlivňující larvální stadium vývoje)
- inhibitory kyseliny gama-aminomáselné
- analogy juvenilních hormonů (regulují růst hormonů)
- antikoagulanty
- inhibitory glutamin syntetázy
- inhibitory demetylace steroidů
- inhibitory protoporfyrogen oxidázy
- inhibitory RNA polymerázy
- inhibitory syntetázy proteinů
- inhibitory transportu elektronů při fotosyntéze
- inhibitory mitochondriální respirace

### Podle chemické povahy
- organofosfáty
- karbamáty
- chlororganické sloučeniny
- syntetické pyretroidy
- fenoly
- morfoliny
- azoly
- aniliny
- sloučeniny arsenu
- sloučeniny na bázi nikotinamidu

### Podle spektra účinnosti
- totální
- širokospektré
- selektivní

## Vlivy na ekosystémy a zdraví lidí

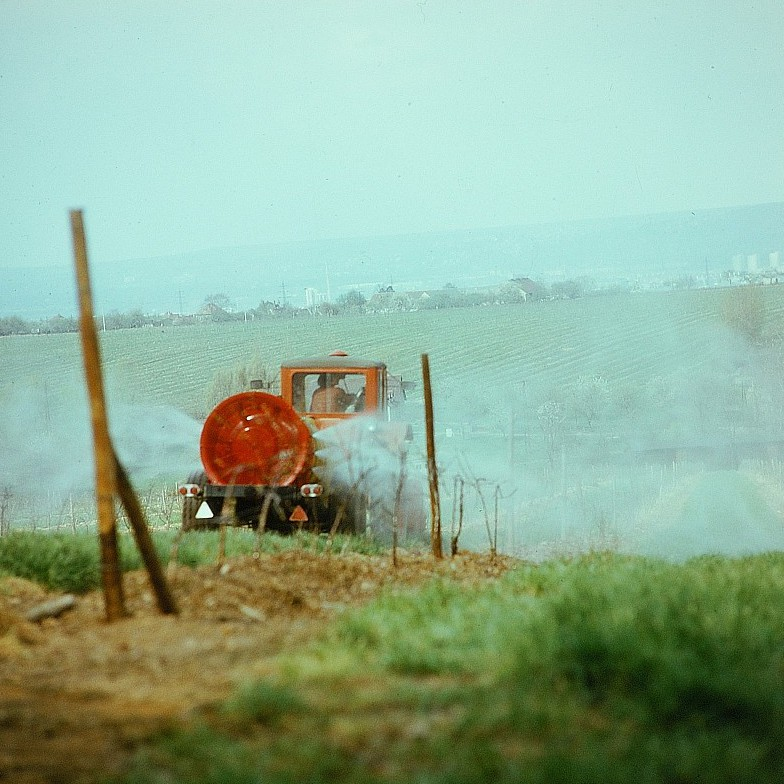
Aplikace pesticidů může představovat zdravotní riziko

Vliv pesticidů na přirozené fungování ekosystému a zdraví člověka je většinou nepříznivý. Je vhodné užívat pesticidy v omezené míře.
Laboratorní studie naznačují, že mnohé pesticidy používané v dnešní době v rámci EU mohou působit toxicky na vývoj nervové soustavy, přičemž poškození vývoje mozku může být vážné a nezvratné.
Používání pesticidů v domácnostech má vliv na vývoj motoriky dětí. Vystavení pesticidům může také zvyšovat riziko vzniku leukémie u dětí. Řada pesticidů má schopnost narušovat hormonální systém člověka i živočichů a jsou řazeny mezi endokrinní disruptory.
V roce 2024 vědci z USA v odborném časopise Frontiers in Cancer Control and Society publikovali výsledky celonárodní populační studie se zjištěním, že u některých druhů rakoviny je vliv pesticidů srovnatelný s vlivem kouření, u některých dokonce vyšší (jedná se například o lymfom jiného než Hopkinsova typu, leukémii nebo rakovinu močového měchýře). Vědci přitom sledovali vliv expozice se všemi 69 sledovanými pesticidy, ke kterým byla dostatečná data. Pesticidy se často aplikují v mixech, nikoliv jen jeden, přičemž v mixech se mohou účinky násobit, proto je studie sledovala jako celek. Pesticidy se dle studie stávají běžnou součástí životního prostředí v oblastech s velkou intenzitou zemědělské produkce, a tamější obyvatelé jsou tak pesticidům vystaveni přímo z prostředí.
Souvislost mezi pesticidy a Parkinsonovou chorobou ukázala studie izraelských vědců.[zdroj⁠?!]
Mezi nežádoucí důsledky nadměrného nebo nesprávného používání pesticidů patří hynutí včel, protože pesticidy také kontaminují pyl. Dále je to kontaminace povrchových vod, narušení ekosystému nebo jejich kumulace  živých systémech, např. DDT a další chlorované uhlovodíky aldrin, endrin, toxafen atd. V 50. a 60. letech 20. století se DDT používalo masově po celém světě včetně Československa. Pozdější výzkumy prokázaly, že DDT je těžko odbouratelný perzistentní a bioakumulativní jed, který se hromadí ve vrcholných článcích potravního řetězce (člověk a masožravci). V Československu bylo používání DDT zakázáno v roce 1975, v zemích třetího světa se stále v omezené míře používá v boji s malárií. Spolu s dalšími chlorovanými pesticidy je používání DDT regulováno Stockholmskou úmluvou.
Dnes se u pesticidů kromě jejich okamžitých účinků zkoumá i postup jejich degradace a přenosu v potravinovém řetězci. Stanovují se maximální limity reziduí (MLR či anglicky MRL) v potravinách, které se sledují. V zemědělské půdě se nacházejí i roky zakázané pesticidy. Nejméně zákazů pesticidů je v USA.

## Pesticidy a GMO
Používání pesticidů souvisí i s geneticky modifikovanými plodinami. Existují dva způsoby užívání genetické modifikace:
- genetickou modifikací se do rostliny vkládají geny, které mají zaručit odolnost plodiny vůči škůdcům, čímž lze snížit míru užívání pesticidů. Nejznámějším příkladem jsou tzv. Bt plodiny, do nichž byl vložen gen z baktérie Bacillus thuringiensis, který vede k produkci toxinu zabíjejícího hmyz, který plodinu napadne.[zdroj⁠?!]
- genetickou modifikací se do plodiny vkládají geny odolnosti vůči vlivu pesticidů, takže lze nasadit vyšší dávky pesticidů, které spolehlivě zničí plevely. Nejznámějším případem jsou tzv. Roundup Ready plodiny, které firma Monsanto genetickou manipulací pozměnila tak, aby odolávaly působení firmou vyráběného pesticidu Roundup.[zdroj⁠?!]

## Galerie

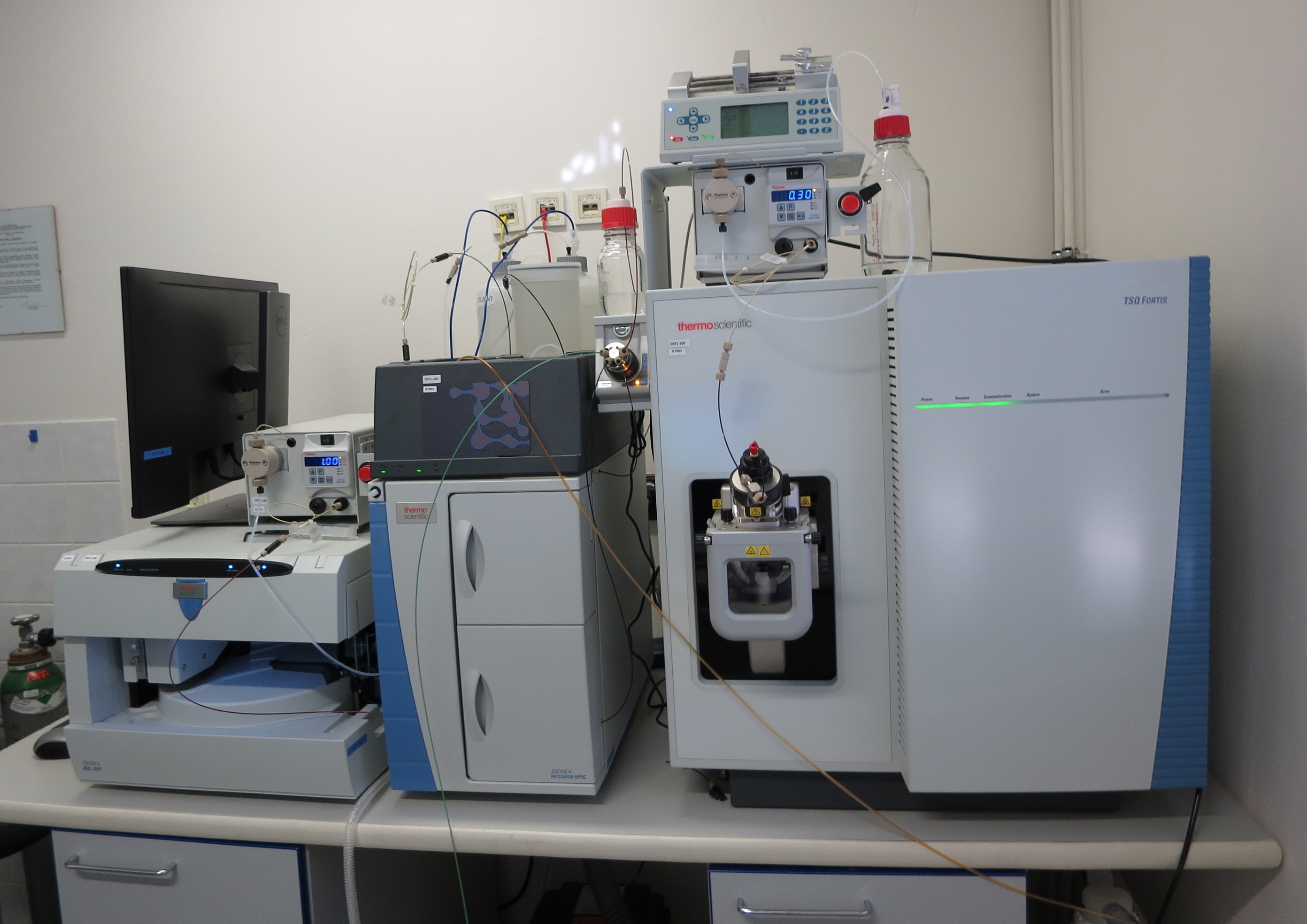
Iontový chromatograf v kombinaci s hmotnostním spektrometrem, který se používá ke stanovení polárních pesticidů (např. glyfosátu) v potravinách v laboratoři SZPI v Praze.
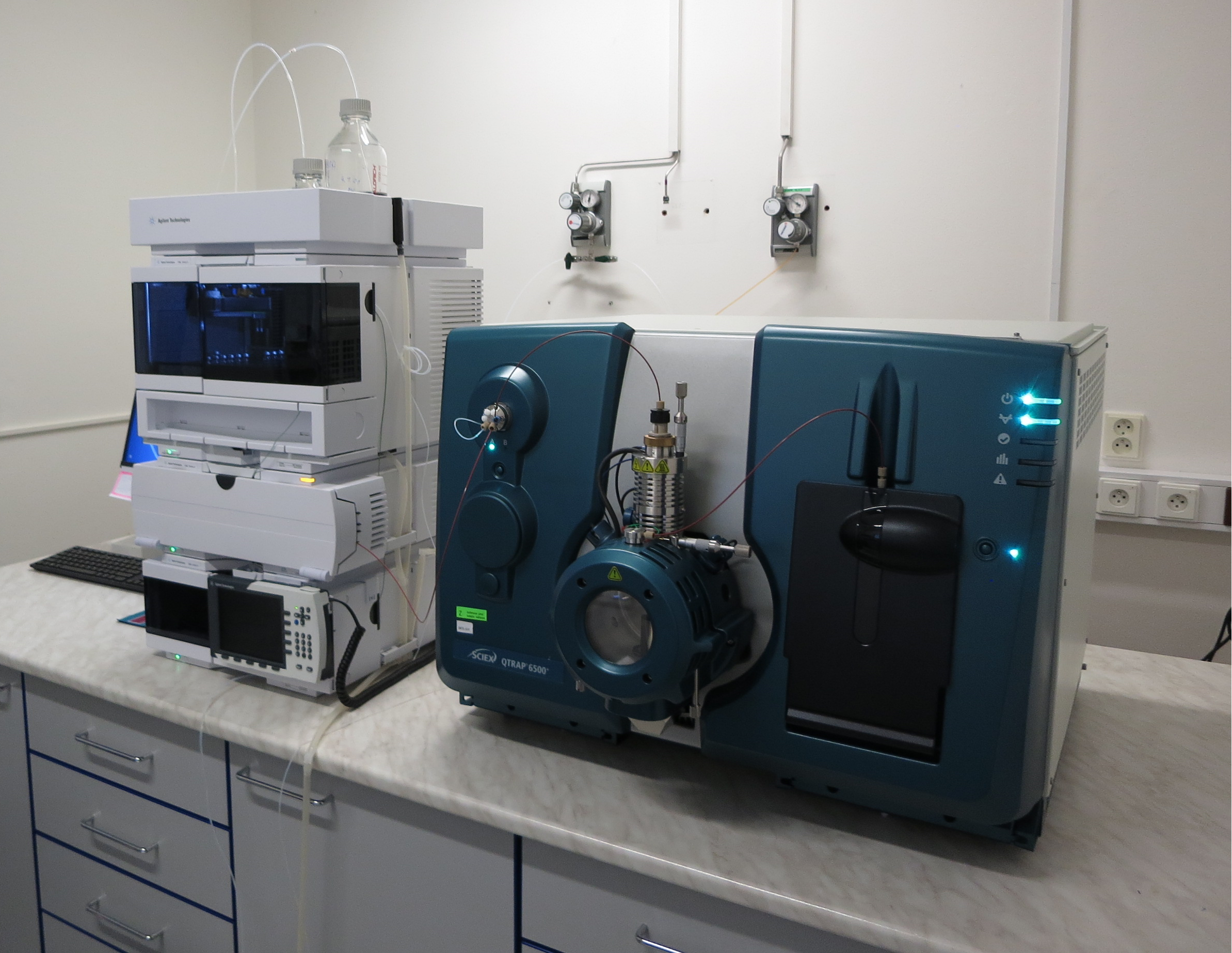
Kapalinový chromatograf s hmotnostním spektrometrem, který se používá zejména ke stanovení reziduí pesticidů v potravinách v laboratoři SZPI v Praze.